# Peribaea normula
Peribaea normula är en tvåvingeart som först beskrevs av Charles Howard Curran 1927.  Peribaea normula ingår i släktet Peribaea och familjen parasitflugor. Inga underarter finns listade i Catalogue of Life.